# Polany (przystanek kolejowy w Rosji)
Polany (ros. Поляны) – przystanek kolejowy w pobliżu miejscowości Polany, w rejonie kirowskim, w obwodzie leningradzkim, w Rosji. Położony jest na linii Petersburg - Mga - Wołchow.
Na zachód (w kierunku Petersburga) od przystanku rozpoczynała bieg Droga Zwycięstwa - działająca w latach 1943-1944 tymczasowa linia kolejowa, przełamująca Blokadę Leningradu. Obecnie miejsce to oznaczone jest pomnikiem.